# 日本加速器学会
日本加速器学会（にほんかそくきがっかい、英称：Particle Accelerator Society of Japan）は、加速器に関する学会。加速器とその応用分野の研究者･技術者が一堂に会する場として、2004年4月に設立された。日本学術会議協力学術研究団体に指定されている。

## 学会誌
学会誌『加速器』を2004年6月に創刊。年4回発行している。

## 歴代会長
- 第1期（初代）　木原本央（KIHARA, Motohiro)　2004-2006
- 第2期　木原本央（KIHARA, Motohiro)　2006－2008
- 第3期　神谷幸秀（KAMIYA, Yukihide)　2008－2010
- 第4期　神谷幸秀（KAMIYA, Yukihide)　2010－2012
- 第5期　生出勝宣（OIDE, Katsunobu)　2012－2014
- 第6期　熊谷教孝（KUMAGAI, Noritaka)　2014－2016
- 第7期　熊谷教孝（KUMAGAI, Noritaka)　2016－2018
- 第8期　羽島良一（HAJIMA, Ryoichi)   2018-2020
- 第9期　羽島良一（HAJIMA, Ryoichi)   2020-2022
- 第10期　栗木雅夫（KURIKI, Masao)  2022-